# Menzora
Menzora  (en árabe: المنصورة‎, en francés: El Mansoura) es una localidad marroquí perteneciente al municipio de Quetzama, la región de Tánger-Tetuán-Alhucemas. Desde 1912 hasta 1956 perteneció a la zona norte del Protectorado español de Marruecos.